# Panzerzug Admiral Essen
Der Panzerzug Admiral Essen (russisch Бронепоезд Адмирал Эссен Bronepojesd Admiral Essen) war ein leichter Panzerzug der Weißen Armee aus der Zeit des Russischen Bürgerkrieges.

## Geschichte
Während der Septemberoffensive der Nord-Westlichen Armee unter Generalleutnant Nikolai Nikolajewitsch Judenitsch im Jahr 1919 wurde in Jamburg einiges an Rollmaterial erbeutet. Aus diesem wurden mehrere Panzerzüge zusammengestellt, darunter auch der Panzerzug Admiral Essen. Der Panzerzug wurde der Marine-Panzerzugdivision der Nord-Westlichen Armee unterstellt.
Der Zug ist nach dem kaiserlich-russischen Admiral Nikolai Ottowitsch von Essen benannt.

## Technische Daten

### Artilleriewagen
Der Panzerzug Admiral Essen verfügte über drei Artilleriewagen. Die Panzerung der Wagen wurde durch Sandsäcke erreicht. Der erste Wagen verfügte über eine 7,62-cm-Kanone, welche auf einer hölzernen Plattform montiert wurde. Hinter diesem Wagen befand sich ein Artilleriewagen mit einem Geschützturm mit einer kleinkalibrigen Marine-Kanone. Der dritte Wagen verfügte ebenfalls über eine 7,62-cm-Kanone.

### Maschinengewehrwagen
Im Panzerzug Admiral Essen waren mindestens zwei Maschinengewehrwagen vorhanden. Dies waren ehemalige Güterwagen, welche durch Sandsäcke gepanzert wurden.

### Abstoßwagen
An beiden Enden des Zuges befanden sich jeweils ein zweiachsiger Flachwagen, welche als Abstoßwagen dienten. Sie dienten dazu, den Panzerzug vor Minen oder Entgleisung zu schützen und Gefahren vor den wichtigen Wagen zu beseitigen. Zusätzlich dienten sie zum Transport von Material wie Schienen, Bahnschwellen, Fahrrädern oder sonstigem Material.

## Einsatz
Um die Angriffe der Weißen Armee im Jahr 1919 zu unterstützen, wurde der Panzerzug Admiral Essen auf der Eisenbahnstrecke zwischen Gattschina und Pskow eingesetzt. Als die Rückzugskämpfe der Weißen Armee begannen, unterstützte der Panzerzug die Sicherung der ausweichenden Truppen. Dabei zerstörte er Gleise und liegen gebliebenes Rollmaterial auf der Eisenbahnstrecke zwischen Wolossowo und Jamburg. Nachdem die Weiße Armee Jamburg verloren hatte, wurde der Panzerzug Admiral Essen nach Pskow beordert und zusammen mit dem Panzerzug Talabtschanin als letzte Verteidigungslinie genutzt. Die Angriffe wurden immer heftiger und stärker, wodurch sie die Weiße Armee zurückziehen musste und der Panzerzug Talabtschanin die letzte Einheit war, welche Pskow verließ. Während des Rückzuges zerstörten beide Panzerzüge weiterhin Gleise und liegengebliebenes Rollmaterial.
Im Oktober wurde der Panzerzug Admiral Essen bei Angriffen auf Petrograd eingesetzt. Nach weiteren erfolgreichen Gefechten und der Rückeroberung von Jamburg verblieb der Panzerzug am Ostufer des Flusses Luga. eine Weiterfahrt war durch eine zerstörte Brücke nicht mehr möglich. Aus diesem Grund wurde ein Teil der Besatzung des Panzerzugs Admiral Essen und des Panzerzugs Talabtschanin zu einem Landungsbataillon zusammengeführt. Sie nahmen an schweren Kämpfen bei Zarskoje Selo und Gattschina teil, erlitten allerdings schwere Verluste. Die restlichen Teile zogen sich zu ihren Panzerzügen zurück. Die Panzerzüge unterstützten dann die Truppen beim Rückzug aus Narva.
Am Fluss Plessa kam es erneut zu schweren Kämpfen, welche der Panzerzug Admiral Essen nahezu unbeschadet überstand. Nach weiteren Rückzügen wurde der Panzerzug nach Estland zurückgezogen. aufgrund der ausweglosen Lage ergab sich die Besatzung mitsamt dem Panzerzug der Roten Armee und wurde interniert.

## Zugpersonal
Die Besatzung des Panzerzuges bestand aus Marineoffizieren und Matrosen.
- Zugkommandant Leutnant Georgi Jewgenjewitsch Weigelin
- Zugkommandant Dmitri Dmitrijewitsch Katschalow (ab Juni 1919)
- Zugkommandant Boris Alexandrowitsch Kori
- Alexander Germanowitsch Albrecht
- Sergei Nikolajewitsch Archangelski
- Wladimir Ossipowitsch Druschinin
- Wladislaw Antonowitsch Nedswezki
- Wladimir Kristapowitsch Rone
- Sergei Wladimirowitsch Siloti
- Alexander Kasparowitsch Snotin
- Alexander Stanislawowitsch Trippenbach

## Zusammensetzung
Die folgende Auflistung des Panzerzuges wird von vorne nach hinten aufgeführt.
- Abstoßwagen
- Artilleriewagen mit 7,62-cm-Kanone
- Artilleriewagen mit Marine-Kanone
- Maschinengewehrwagen
- Panzerzuglokomotive
- Verpflegungs- / Unterkunftswagen
- Maschinengewehrwagen
- Artilleriewagen mit 7,62-cm-Kanone
- Abstoßwagen